# 和田村 (福井県足羽郡)
和田村（わだむら）は福井県足羽郡にあった村。現在の福井市中心部、福井駅の東側一帯、足羽川右岸にあたる。

## 地理
- 河川 ： 足羽川

## 歴史
- 1889年（明治22年）4月1日 - 町村制の施行により、足羽郡城ノ橋向村、和田出作、勝見村、西方村、淵上村、和田東村、和田中村、吉田郡下北野村及び上北野村の区域をもって、足羽郡和田村が発足する。
- 1936年（昭和11年）5月1日 - 福井市に編入する。